# Klaus Patau
Klaus Patau, né le 30 septembre 1908 à Gelsenkirchen et mort le 30 novembre 1975 à Madison (Wisconsin), est un scientifique et généticien américain en poste au département de génétique à l'université du Wisconsin à Madison, tout comme l'était sa femme et collaboratrice, la cytogénéticienne finlandaise Eeva Therman (1916–2004). Il est le premier à décrire en 1960 la trisomie 13.
Le syndrome causé par la trisomie 13 est quelquefois aussi nommé le Syndrome de Patau. Il est aussi connu sous le nom de Syndrome de Bartholin-Patau puisque la trisomie 13 fut observée pour la première fois en 1657 par Thomas Bartholin.